# 이건식
이건식(李建植, 1944년 8월 17일 ~ )은 대한민국의 정치인이다. 제10~12대 전라북도 김제시장을 역임했다.

## 학력
- 김제초등학교 졸업
- 김제중학교 졸업
- 1963 남성고등학교 졸업
- 1968 육군사관학교 학사
- 1976 성균관대학교 무역대학원 경제학 석사
- 2011 전주대학교 행정대학원 행정학 박사 과정

## 경력
- 1981 민주정의당 조직부장
- 1985 민주정의당 중앙정치연수원 훈련국장
- 2000 금만농어촌발전연구소 이사장
- 2006.07 ~ 2017.11 제10~12대 민선 4~6기 전라북도 김제시장(3선, 무소속)
- 2011 남성고등학교 총동창회 회장
- 2014.07 ~ 2016.06 전라북도시장군수협의회 회장
- 2014.08 ~ 2016.06 전국시장군수구청장협의회 수석부회장

## 범죄

### 업무상배임죄 혐의
업무상배임죄로 1심에서 징역형을 선고 받아 논란이 되고 있다. 가축면역증강제 지원사업과 관련해 고향 후배가 운영하는 업체의 제품 14억원 상당을 구매하게하여 김제시에 손해를 끼쳤으며 축산 농가의 선호도도 낮고 담당공무원의 반대에도 구매를 강요한 사실이 인정되어 2016년 12월 8일 전주지법 1심에서 징역 1년 6개월 선고 및 법정구속되었다. 2017년 5월 12일 전주지법에서 열린 항소심에서는 반성하는 점과 피해 회복을 위해 1억 원을 공탁한 점 등이 반영되어 징역 1년6월에 집행유예 3년으로 감형되었다. 2017년 11월 29일 상고심에서 징역1년6월, 집행유예 3년이 최종 확정되어 시장직을 상실하였다.

## 역대 선거 결과
|  | 34.0% |

|  | 38.05% |

|  | 28.89% |

|  | 38.25% |

|  | 19.19% |

|  | 41.33% |

|  | 55.57% |

|  | 45.34% |